# バイヤスドルフ
バイヤスドルフ（Beiersdorf AG、FWB: BEI）は、ドイツのハンブルクを拠点に活動する多国籍の消費財メーカーである。

## ブランド
- 8×4 （花王）・（ニベア花王）
- Atrix （ニベア花王）
- Coppertone
- Elastoplast
- Eucerin：Aquaphorメーカー
- Florena
- Hansaplast
- Labello
- La Prairie（ラ・プレリー）
- Liposan
- Nivea（ニベア花王）
- tesa

## オーナー
株式は公開されているが、株式の50.49%を保有するチボー・ホールディング株式会社が親会社となっている。チボーはコーヒー/オンライン&メールオーダー専門の小売店である。